# Progress 37
Progress 37 (ryska: Прогресс-37) var en sovjetisk obemannad rymdfarkost som levererade förnödenheter, syre, vatten och bränsle till den då sovjetiska rymdstationen Mir. Den sköts upp med en Sojuz-U2-raket, från Kosmodromen i Bajkonur den 18 juli 1988 och dockade med Mir den 20 juli.
Farkosten lämnade rymdstationen den 12 augusti 1988 och brann upp i jordens atmosfär några timmar senare.

### Fotnoter
1. ↑  NASA Space Science Data Coordinated Archive Arkiverad 13 augusti 2016 hämtat från the Wayback Machine., läst 10 juli 2016.
2. ↑  Manned Astronautics - Figures & Facts Arkiverad 21 juni 2008 hämtat från the Wayback Machine., läst 15 juli 2016.